# Подія (теорія автоматів)
Подія (теорія автоматів) — довільна множина слів в деякому скінченому фіксованому алфавіті A.
В теорії автоматів досліджують події, перечислімі автоматами, і події, представимі автоматами.
- Подія, перечислима автоматом {\displaystyle {\mathfrak {A}}} — це множина слів, які отримують на виході автомата {\displaystyle {\mathfrak {A}}}, коли на його вхід подають всі можливі вхідні слова;
- Подія, представима автоматом {\displaystyle {\mathfrak {A}}} — це множина всіх входних слів, які переводять автомат із початкового стану в один із так званих заключних станів.

Події перечислимі та представимі скінченими автоматами, — це регулярні події.

## Зноски
1. 1 2 3  ЕК1973, с. 268.